# からし種
からし種（からしだね）は、からしの種、粒のことである。新約聖書の語句。

## 聖書
聖書にイエス・キリストのことばとしてこのように書かれている。
このようなことから、キリスト教文化圏では「からし種」は、信仰心や良心をあらわす宗教的な言葉としても使われる。
また、西洋諸国では一般に、小型の豆本タイプの聖書を「からし種」（独: Senfkorn 英: mustard seed）と通称している。
聖書や西洋文学では、最小の単位、最も弱い者、貧しい者をあらわし、そこから大きな成果が育つことの喩えとして好んで使われる。

## 植物
聖書のからし種の同定については議論がある。

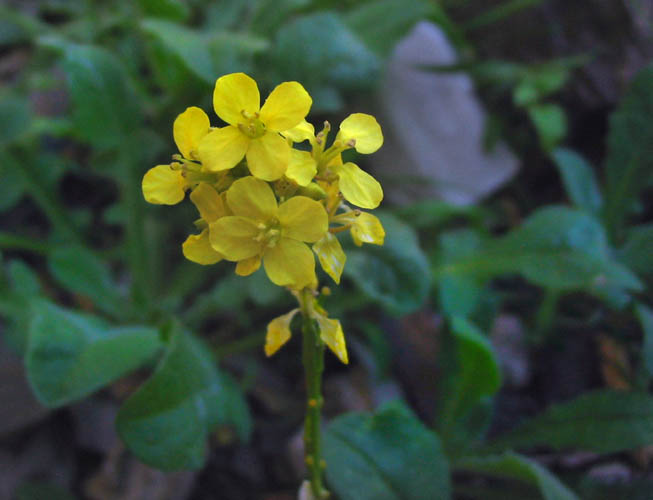
Brassica nigra - クロガラシ

エラスムス、ゼゼルス、グロティウス、ヒラー、セルシウス、ローゼンミュラーはシロガラシ属Sinapisが聖書のからしだと考えてきた。場崎 洋『イエスのたとえ話』によれば、からし種とはクロガラシのことで、一粒の大きさは0.5ミリ程度であると言う。
洋からし（マスタード）の木（カラシナ、正確には草）は北米、中東、地中海に生育し、エジプト時代から香辛料や薬草、あるいは防腐剤としても使われた。うちブラック・マスタードの種は極めて小粒。これらはインド原産の和からしとは別種である。南インド料理においては、香りのベースとして欠かさず用いられている。
カラシナ説を否定する立場では、鳥が巣を作れるかが問題にされるが、ギリシャ語のカタスケーノオーが巣を作るという意味でないとする解釈もある。
からし種がサルヴァドラ科のSalvadora persicaだとする説も唱えられている。